# Logan Sargeant
Logan Hunter Sargeant (Fort Lauderdale, Florida, Estados Unidos; 31 de diciembre de 2000) es un piloto de automovilismo estadounidense. Ha sido campeón del Campeonato Mundial de Karting en 2015, tercero en el Campeonato de Fórmula 3 de la FIA en 2020, y cuarto en el Campeonato de Fórmula 2 de la FIA en 2022. Fue miembro de la Academia de pilotos de Williams, y tercer piloto de Williams Racing en Fórmula 1 en 2022. En 2023 y 2024 fue piloto titular de la escudería junto a Alex Albon.

## Carrera

### Inicios
Sargeant comenzó su carrera de automovilismo en el karting en 2008. En su primer año compitió principalmente en campeonatos estadounidenses, antes de mudarse a Europa en 2009 para participar en campeonatos. Ganó muchos de estos campeonatos, que culminó con el título mundial de 2015 en la clase KF Junior, convirtiéndose en el primer estadounidense desde Lake Speed en 1978 en ganar un importante campeonato de karting en Europa.

### Salto a monoplazas
En la temporada de invierno 2016-2017, Sargeant hizo su debut en carreras de fórmula, haciendo su debut en Fórmula 4 en el primer Campeonato de Fórmula 4 de los Emiratos Árabes Unidos como piloto de Motopark. Aunque no ganó ninguna carrera, estuvo en el podio en quince de las dieciocho carreras oficiales y terminó segundo detrás de su compañero de equipo Jonathan Aberdein con 261 puntos. Luego hizo su debut en el Campeonato Británico de Fórmula 4 con el equipo Carlin. Al final de la temporada, ganó sus dos primeras carreras en los Fórmula Cars en el Rockingham Motor Speedway y en Silverstone, terminando tercero detrás de Jamie Caroline y Oscar Piastri en el ranking con 356 puntos. Ese año también participó en varios fines de semana de carrera en el V de V Challenge Monoplace, el Eurocup Formula Renault 2.0 y el Formula Renault 2.0 NEC para el equipo R-ace GP, ganando una carrera en el V de V en el circuito Paul Ricard.

### Fórmula Renault
En 2018, Sargeant hizo el cambio a tiempo completo a la Eurocup Formula Renault 2.0 para R-ace GP. En la apertura de la temporada en el Circuito Paul Ricard ganó su primera carrera en este campeonato y más tarde en la temporada agregó victorias en Nürburgring y el final de la temporada en el Circuito de Barcelona-Cataluña. Con 218 puntos, terminó cuarto detrás de Max Fewtrell, Christian Lundgaard y Ye Yifei. También terminó segundo detrás de Lundgaard en el campeonato de novatos. Además, participó en la Fórmula Renault 2.0 NEC para R-ace GP, pero ya no era elegible para los puntos del campeonato después de los dos primeros fines de semana de carreras. Con una victoria en el Autodromo Nazionale Monza que contó para el campeonato y una victoria en Nürburgring que no contó para los puntos, terminó quinto en esta clase con 87 puntos.

### Fórmula 3 y Fórmula 2
En 2019, Sargeant debutó en el nuevo Campeonato de Fórmula 3 de la FIA con Carlin, después de haber probado para los equipos Jenzer Motorsport, Trident Racing y MP Motorsport antes de la temporada. En la temporada 2020 fue piloto de la escudería Prema Racing. Ganó por primera vez en la ronda cinco en Silverstone, quedando en el primer puesto del campeonato tras esto. Volvió al triunfo en la carrera 2 de Spa-Francorchamps. Tras esa ronda, su desempeño bajaría en las dos últimas rondas, estuvo en la zona puntuable en una sola ocasión (sexto en la carrera 1 de Mugello) y bajó al tercer lugar en el campeonato, logrando 160 puntos finales.
En 2021 se unió a Charouz Racing System. A diferencia del año anterior, el estadounidense obtuvo una victoria en cuatro podios y se ubicó en la séptima posición con 102 puntos. Tras finalizar la temporada de F3, la escudería HWA RACELAB contrató a Sargeant para correr en la ronda de Yeda del Campeonato de Fórmula 2 de la FIA de ese año.

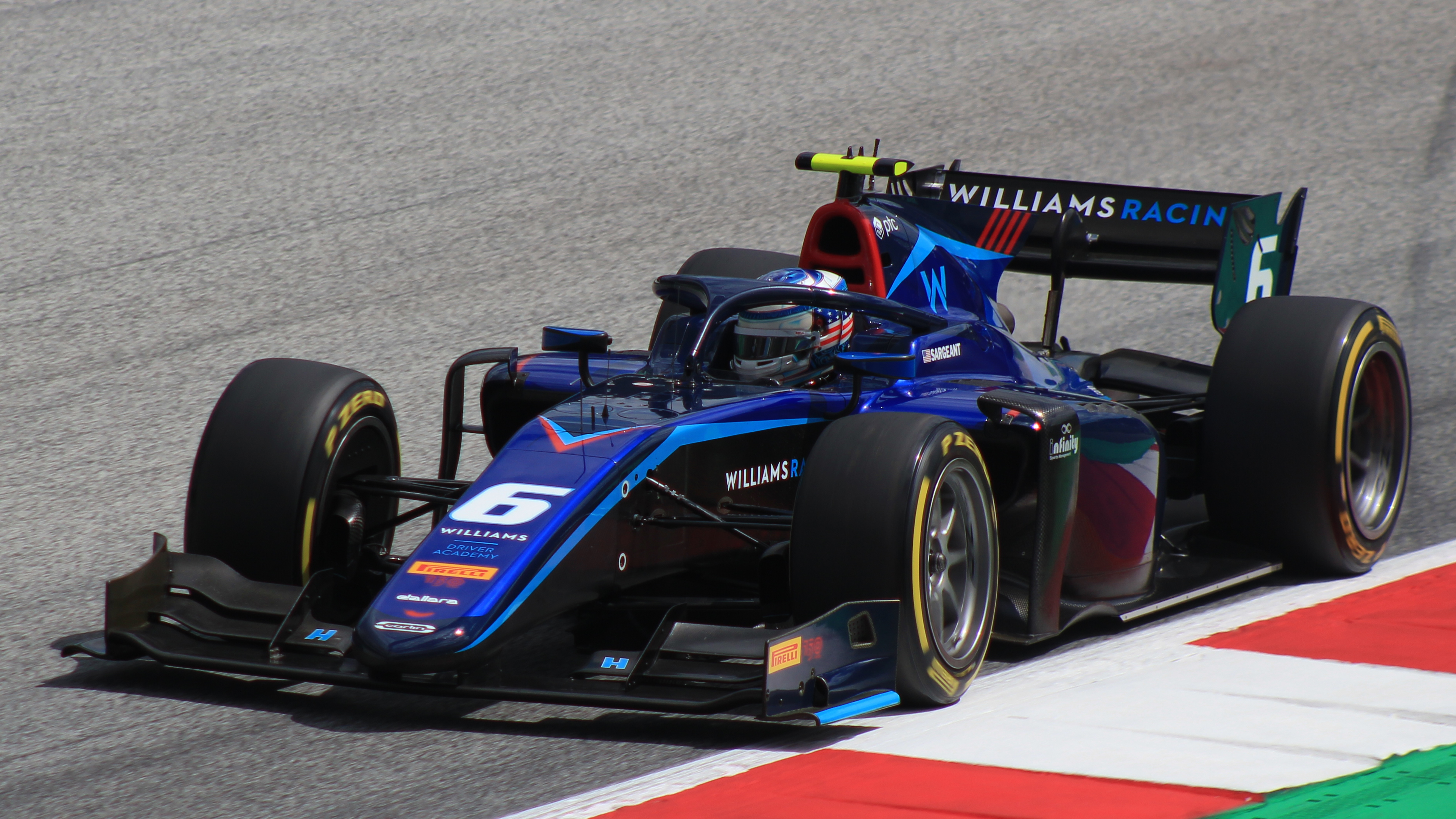
Logan Sargeant en la F2 2022.

En diciembre de 2021, Logan firmó con Carlin para disputar a tiempo completo la temporada 2022 de F2. Logró dos victorias en las rondas de Silverstone y Spielberg, y otros dos podios que lo ubicaron provisoriamente en la tercera posición del campeonato a falta de una ronda. En Yas Marina finalizó sexto y quinto en ambas carreras y bajó al cuarto lugar en el campeonato, siendo superado por su compañero Liam Lawson por un punto.

### Fórmula 1
En octubre de 2021 se unió a la Academia de pilotos de Williams. Formó parte de los entrenamientos postemporada 2021 de Fórmula 1 en el circuito Yas Marina al mando del Williams FW43B.
Debutó como tercer piloto en la primera sesión de entrenamientos libres del GP de los Estados Unidos de 2022 al volante del FW44. En ese mismo Gran Premio, Jost Capito, director de Williams Racing, confirmó que Sargeant puede ser piloto titular en 2023 si logra los puntos necesarios para obtener la superlicencia de la FIA. Volvió a probar el FW44 en México y São Paulo, en esta última fue en la segunda sesión. Estuvo presente por última vez en un entrenamiento libre en el Gran Premio de Abu Dabi.

#### Williams (2023-2024)

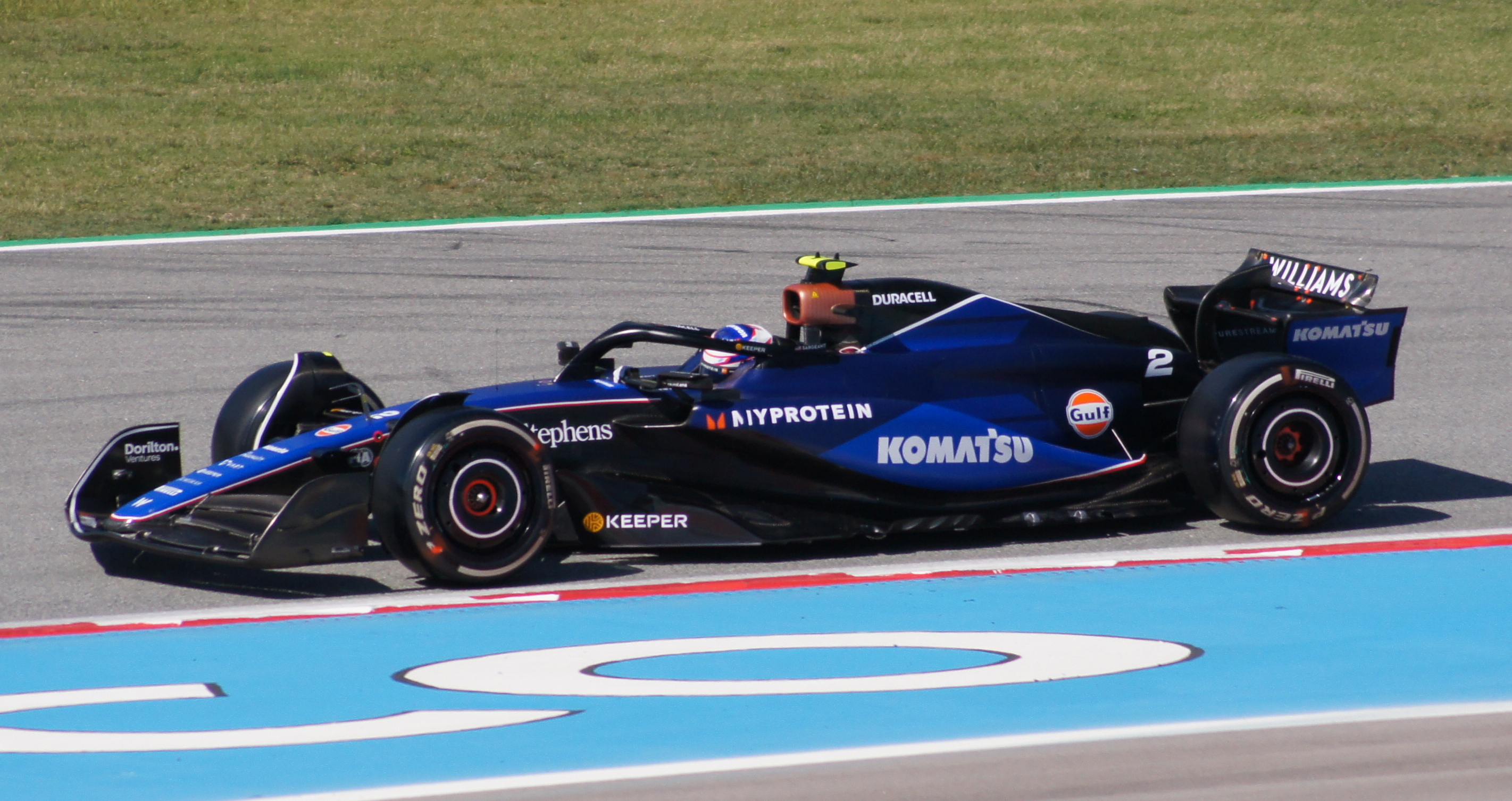
Sargeant durante el Gran Premio de España de 2024.

Tras lograr los resultados necesarios y la superlicencia, Sargeant fue confirmado como piloto titular de Williams para 2023 en sustitución de Nicholas Latifi. En el Gran Premio de los Países Bajos, se convirtió en el primer piloto estadounidense en clasificar entre de los 10 primeros en una clasificación de Fórmula 1 desde Michael Andretti en 1993. Cinco carreras después, en su Gran Premio de casa, Sargeant logró su primer punto en la «máxima categoría» luego de que Lewis Hamilton (2.º) y Charles Leclerc (6.º) fueran descalificados postcarrera.
Renovó su contrato para la temporada 2024. Durante el transcurso del año, fue superado tanto en clasificación como en carrera por su compañero Alexander Albon. En el receso de verano después del Gran Premio de Bélgica, fue anunciada su marcha del equipo una vez finalizada la temporada, siendo el piloto español Carlos Sainz Jr. su reemplazante en 2025. El 27 de agosto, Williams finalizó su contrato con el estadounidense, y decidió reemplazarlo por el argentino Franco Colapinto a partir del Gran Premio de Italia.

## Resumen de carrera
| Temporada | Categoría                                   | Equipo                | Carreras          | Victorias         | Poles             | VR                | Podios            | Puntos            | Pos.              |
| --------- | ------------------------------------------- | --------------------- | ----------------- | ----------------- | ----------------- | ----------------- | ----------------- | ----------------- | ----------------- |
| 2016-17   | Campeonato de EAU de Fórmula 4              | Team Motopark         | 18                | 0                 | 0                 | 7                 | 15                | 261               | 2.º               |
| 2017      | Fórmula 4 Británica                         | Carlin                | 30                | 2                 | 2                 | 2                 | 10                | 356               | 3.º               |
| 2017      | Eurocopa de Fórmula Renault                 | R-ace GP              | 3                 | 0                 | 0                 | 0                 | 0                 | 0                 | NC†               |
| 2017      | Copa de Europa del Norte de Fórmula Renault | R-ace GP              | 2                 | 0                 | 0                 | 0                 | 0                 | 24                | 23.º              |
| 2017      | V de V Challenge                            | R-ace GP              | 3                 | 1                 | 1                 | 0                 | 3                 | 99                | 28.º              |
| 2018      | Eurocopa de Fórmula Renault                 | R-ace GP              | 20                | 3                 | 2                 | 3                 | 7                 | 218               | 4.º               |
| 2018      | Copa de Europa del Norte de Fórmula Renault | R-ace GP              | 12                | 1                 | 0                 | 2                 | 3                 | 87                | 5.º               |
| 2019      | Campeonato de Fórmula 3 de la FIA           | Carlin Buzz Racing    | 16                | 0                 | 0                 | 0                 | 0                 | 5                 | 19.º              |
| 2019      | Gran Premio de Macao                        | Carlin Buzz Racing    | 1                 | 0                 | 0                 | 0                 | 1                 | N/A               | 3.º               |
| 2020      | Campeonato de Fórmula 3 de la FIA           | Prema Racing          | 18                | 2                 | 3                 | 2                 | 6                 | 160               | 3.º               |
| 2021      | Campeonato de Fórmula 3 de la FIA           | Charouz Racing System | 20                | 1                 | 0                 | 0                 | 4                 | 102               | 7.º               |
| 2021      | European Le Mans Series - LMP2              | Racing Team Turkey    | 2                 | 0                 | 1                 | 0                 | 0                 | 21                | 19.º              |
| 2021      | Michelin Le Mans Cup - GT3                  | Iron Lynx             | 3                 | 2                 | 2                 | 3                 | 3                 | 51                | 6.º               |
| 2021      | Campeonato de Fórmula 2 de la FIA           | HWA RACELAB           | 3                 | 0                 | 0                 | 0                 | 0                 | 0                 | 29.º              |
| 2021      | Fórmula 1                                   | Williams Racing       | Piloto de pruebas | Piloto de pruebas | Piloto de pruebas | Piloto de pruebas | Piloto de pruebas | Piloto de pruebas | Piloto de pruebas |
| 2022      | Campeonato de Fórmula 2 de la FIA           | Carlin                | 28                | 2                 | 2                 | 0                 | 4                 | 148               | 4.º               |
| 2022      | Fórmula 1                                   | Williams Racing       | Piloto de pruebas | Piloto de pruebas | Piloto de pruebas | Piloto de pruebas | Piloto de pruebas | Piloto de pruebas | Piloto de pruebas |
| 2023      | Fórmula 1                                   | Williams Racing       | 22                | 0                 | 0                 | 0                 | 0                 | 1                 | 21.º              |
| 2024      | Fórmula 1                                   | Williams Racing       | 14                | 0                 | 0                 | 0                 | 0                 | 0                 | 23.º              |
| Fuente:   |                                             |                       |                   |                   |                   |                   |                   |                   |                   |

- † Sargeant fue piloto invitado, por lo tanto no fue apto para sumar puntos.

## Resultados

### Campeonato de Fórmula 3 de la FIA
(Clave) (negrita indica pole position) (cursiva indica vuelta rápida puntuable)

| Año  | Escudería          | 1    | 1    | 2    | 2    | 3   | 3   | 4    | 4    | 5    | 5    | 6   | 6   | 7   | 7   | 8   | 8   | 9   | 9   | Pos. | Puntos | Ref.   |
| ---- | ------------------ | ---- | ---- | ---- | ---- | --- | --- | ---- | ---- | ---- | ---- | --- | --- | --- | --- | --- | --- | --- | --- | ---- | ------ | ------ |
| 2019 | Carlin Buzz Racing | BAR  | BAR  | LEC  | LEC  | SPI | SPI | SIL  | SIL  | BUD  | BUD  | SPA | SPA | MNZ | MNZ | SOC | SOC |     |     | 19.º | 5      | [ 26 ] |
| 2019 | Carlin Buzz Racing | 15   | 14   | 12   | 8    | 22  | 26  | 26   | 13   | 10   | 8    | 13  | Ret | 9   | 10  | 15  | 10  |     |     | 19.º | 5      | [ 26 ] |
| 2020 | Prema Racing       | SPI1 | SPI1 | SPI2 | SPI2 | BUD | BUD | SIL1 | SIL1 | SIL2 | SIL2 | BAR | BAR | SPA | SPA | MNZ | MNZ | MUG | MUG | 3.º  | 160    | [ 5 ]  |
| 2020 | Prema Racing       | 2    | 27   | 6    | 2    | 6   | 4   | 3    | 5    | 1    | Ret  | 3   | 5   | 8   | 1   | 26  | 24† | 6   | Ret | 3.º  | 160    | [ 5 ]  |

| Año  | Escudería             | 1   | 1   | 1   | 2   | 2   | 2   | 3   | 3   | 3   | 4   | 4   | 4   | 5   | 5   | 5   | 6   | 6   | 6   | 7   | 7   | 7   | Pos. | Puntos | Ref.   |
| ---- | --------------------- | --- | --- | --- | --- | --- | --- | --- | --- | --- | --- | --- | --- | --- | --- | --- | --- | --- | --- | --- | --- | --- | ---- | ------ | ------ |
| 2021 | Charouz Racing System | BAR | BAR | BAR | LEC | LEC | LEC | SPI | SPI | SPI | BUD | BUD | BUD | SPA | SPA | SPA | ZAN | ZAN | ZAN | SOC | SOC | SOC | 7.º  | 102    | [ 27 ] |
| 2021 | Charouz Racing System | 4   | Ret | 9   | 4   | 12  | Ret | 15  | Ret | 8   | 3   | 9   | 10  | 8   | 3   | 7   | 2   | 10  | 6   | 1   | C   | 4   | 7.º  | 102    | [ 27 ] |

### Campeonato de Fórmula 2 de la FIA
(Clave) (negrita indica pole position) (cursiva indica vuelta rápida puntuable)

| Año  | Escudería   | 1   | 1   | 1   | 2   | 2   | 2   | 3   | 3   | 3   | 4   | 4   | 4   | 5   | 5   | 5   | 6   | 6   | 6   | 7   | 7   | 7   | 8   | 8   | 8   | Pos. | Puntos | Ref.   |
| ---- | ----------- | --- | --- | --- | --- | --- | --- | --- | --- | --- | --- | --- | --- | --- | --- | --- | --- | --- | --- | --- | --- | --- | --- | --- | --- | ---- | ------ | ------ |
| 2021 | HWA RACELAB | SAK | SAK | SAK | MON | MON | MON | BAK | BAK | BAK | SIL | SIL | SIL | MNZ | MNZ | MNZ | SOC | SOC | SOC | YED | YED | YED | YMC | YMC | YMC | 29.º | 0      | [ 28 ] |
| 2021 | HWA RACELAB |     |     |     |     |     |     |     |     |     |     |     |     |     |     |     |     |     |     | 16  | Ret | 14  |     |     |     | 29.º | 0      | [ 28 ] |

| Año  | Escudería | 1   | 1   | 2   | 2   | 3   | 3   | 4   | 4   | 5   | 5   | 6   | 6   | 7   | 7   | 8   | 8   | 9   | 9   | 10  | 10  | 11  | 11  | 12  | 12  | 13  | 13  | 14  | 14  | Pos. | Puntos | Ref.  |
| ---- | --------- | --- | --- | --- | --- | --- | --- | --- | --- | --- | --- | --- | --- | --- | --- | --- | --- | --- | --- | --- | --- | --- | --- | --- | --- | --- | --- | --- | --- | ---- | ------ | ----- |
| 2022 | Carlin    | SAK | SAK | YED | YED | IMO | IMO | BAR | BAR | MON | MON | BAK | BAK | SIL | SIL | SPI | SPI | LEC | LEC | BUD | BUD | SPA | SPA | ZAN | ZAN | MNZ | MNZ | YMC | YMC | 4.º  | 148    | [ 9 ] |
| 2022 | Carlin    | 6   | 7   | Ret | 12  | 6   | 7   | 3   | 4   | 10  | 9   | 6   | 2   | 7   | 1   | 7   | 1   | 8   | Ret | Ret | 10  | Ret | 5   | 8   | Ret | 4   | Ret | 6   | 5   | 4.º  | 148    | [ 9 ] |

### Fórmula 1
(Clave) (negrita indica pole position) (cursiva indica vuelta rápida)

| Año     | Escudería       | 1      | 2      | 3       | 4      | 5      | 6       | 7      | 8       | 9       | 10     | 11      | 12     | 13      | 14     | 15     | 16      | 17      | 18     | 19      | 20     | 21     | 22     | 23  | 24  | Pos. | Puntos |
| ------- | --------------- | ------ | ------ | ------- | ------ | ------ | ------- | ------ | ------- | ------- | ------ | ------- | ------ | ------- | ------ | ------ | ------- | ------- | ------ | ------- | ------ | ------ | ------ | --- | --- | ---- | ------ |
| 2022    | Williams Racing | BHR    | ARA    | AUS     | EMI    | MIA    | ESP     | MON    | AZE     | CAN     | GBR    | AUT     | FRA    | HUN     | BEL    | NED    | ITA     | SIN     | JPN    | USA TD  | MEX TD | SÃO TD | ABU TD |     |     |      |        |
| 2023    | Williams Racing | BHR 12 | ARA 16 | AUS 16† | AZE 16 | MIA 20 | MON 18  | ESP 20 | CAN Ret | AUT 13  | GBR 11 | HUN 18† | BEL 17 | NED Ret | ITA 13 | SIN 14 | JPN Ret | QAT Ret | USA 10 | MEX 16† | SÃO 11 | LVG 16 | ABU 16 |     |     | 21.º | 1      |
| 2024    | Williams Racing | BHR 20 | ARA 15 | AUS WD  | JPN 17 | CHN 17 | MIA Ret | EMI 17 | MON 15  | CAN Ret | ESP 20 | AUT 19  | GBR 11 | HUN 17  | BEL 17 | NED 16 | ITA     | AZE     | SIN    | USA     | MEX    | SÃO    | LVG    | QAT | ABU | 23.º | 0      |
| Fuente: |                 |        |        |         |        |        |         |        |         |         |        |         |        |         |        |        |         |         |        |         |        |        |        |     |     |      |        |